# Les Troyens
Les Troyens és una òpera francesa en cinc actes d'Hector Berlioz sobre un llibret del mateix compositor, inspirat de l'Eneida de Virgili. Escrita entre 1856 i 1858, Les Troyens era l'obra més gran i més ambiciosa de Berlioz, l'addició de la seva carrera artística sencera, malgrat que Berlioz mai la va escoltar completa en tota la seva vida. Sota el títol Les Troyens à Carthage, els tres últims actes s'estrenaren, amb molts talls, al Théâtre Lyrique de París el 4 de novembre de 1863. Es repetia 21 vegades. En l'actualitat és reviscuda periòdicament.
L'òpera més gran de Berlioz i la culminació de la tradició clàssica francesa s'ha realitzat en molts teatres d'òpera al voltant del món. Però la seva ciutat adoptada, París, no va veure l'òpera completa fins a l'octubre de 2003, quan la dirigí John Eliot Gardiner al Théâtre du Châtelet, gairebé exactament 140 anys després que la seva estrena en una versió truncada al Théâtre-Lyrique, ara rebatejat Théâtre de la Ville, localitzat exactament davant el Théâtre du Châtelet a través de la Place du Châtelet.
Obra grandiosa i desigual, encara que plena de moments de gran qualitat teatral, Les Troyens no va començar a comptar en el panorama operístic fins a la versió íntegra de Colin Davis el 1969.

## Representacions
El fracàs de Benvenuto Cellini el 1838 va empènyer Berlioz a recercar altres formes d'expressió diferents de l'òpera. Va caldre esperar gairebé vint anys perquè n'escrigués una altra, empès per l'amiga de Franz Liszt, la princesa Carolina de Sayn-Wittgenstein.
Les Troyens es va estrenar el 4 de novembre de 1863 al Théâtre-Lyrique, recentment obert, amb un total de 21 actuacions fins al 20 de desembre. Les representacions varen tenir un èxit relatiu que van permetre a Berlioz deixar per fi el seu treball com a crític de música. Però no era el que Berlioz havia pretès: Les Troyens s'havia pensat per a l'Opéra, l'únic teatre a París amb els recursos capaços de planejar adequadament l'obra. Les representacions al Théâtre-Lyrique, més petit, foren un acord molt insatisfactori, que feia malbé el futur de l'obra que trigaria a arribar. L'òpera es presentava sense els seus primers dos actes i rebatejada com Les Troyens à Carthage, i amb nombrosos retalls als 3 actes que es tocaven. De fet, seria l'únic tros que Berlioz va poder veure en vida, ja que la primera part no fou representada fins al 1879 i en forma de concert.
Les Troyens havia tingut grans dificultats per poder ser estrenada. L'òpera va haver de ser dividida en dues parts desiguals, La Prise de Troie, d'una hora i dos quarts, i Les Troyens à Carthage, de dues hores i mitja. La integral gairebé completa va ser estrenada per primera vegada al Großherzoglichen Hoftheater de Karlsruhe el 6 i 7 de desembre de 1890.
Entre les raons invocades per a la divisió compten la longitud de l'obra (quatre hores) encara que certes òperes de Wagner atenyin aquesta duració, i la importància dels mitjans posats en l'obra, amb el famós cavall però també els efectius orquestrals i corals. En el moment dels assajos que conduiran a la primera representació, l'originalitat de la partitura havia desconcertat els intèrprets, a qui el director del teatre, Carvalho, havia deixat segurament poc temps per tal de poder tornar més de pressa a les seves obligacions. L'obra Les Troyens à Carthage va ser força reeixida i fins i tot va obtenir bones crítiques de Clement i Larousse al Diccionari de les òperes de 1905, a l'article titulat paradoxalment Les Troyens encara que es tracta encara de l'episodi cartaginès.
La primera verdadera integral en una sola vesprada es correspon a la representació del 1957 al Covent Garden a Londres. Fou seguida de la gravació de 1969 feta per Colin Davis, edició que resta com a referència encara actualment (fins i tot que una versió més completa de Charles Dutoit del 1994, integrant el preludi de Les Troyens à Carthage col·locat al començament de l'acte III).
Una altra fita en la història de l'obra va ser el 1983 durant la temporada centenària del Metropolitan Opera quan es va representar dirigida per James Levine amb Plácido Domingo, Tatiana Troyanos com a Didon i Jessye Norman com a Cassandre en el seu debut metropolità.
El desembre de 2000 es va fer un altre enregistrament, aquest en viu, pel segell de la London Symphony Orchestra dirigida pel mateix Davis. Amb Michelle De Young i Ben Heppner en els principals papers, el 2002 va rebre el Gramophone Award a la millor òpera enregistrada de l'any.
Per commemorar el centenari del naixement de Berlioz el 2003, Les Troyens va ser reposada a l'Òpera de la Bastilla, París (dirigida per John Eliot Gardiner), Amsterdam (Edo de Waart), i el Metropolitan Opera de Nova York (amb Deborah Voigt com a Cassandre i l'aclamada mezzosoprano americana Lorraine Hunt en el paper de Didon).

## L'obra
El paper femení principal és, en els actes I i II, Cassandre i, en els actes III, IV i V, Didon. Sovint, en el moment de les representacions, la mateixa cantant canta els dos papers. El cinquè acte també és conegut com l'acte de Didon; dividit en tres quadres, conté el monòleg Ah, ah, je vais mourir i l'ària Adieu, fière cité al final del segon quadre. La mort de Didon i les seves imprecacions contra Roma són entre les pàgines més cèlebres de l'òpera.
El paper masculí principal és el d'Énée, del qual l'entrada, Du peuple et des soldats, és una de les més espectaculars del repertori: el tenor arriba corrent i explica la mort de Laocoont cantant una frase amb la tessitura exigent. El seu duo amb Didon en l'acte IV, Nuit d'ivresse et d'extase infinie, és el tros que ha estat més aplaudit des de les seves primeres representacions.
Hector i Andromaque apareixen tots dos de manera original a l'òpera. Andromaque apareix amb el seu fill Astyanax durant l'acte I, per a una pantomima mentre canta el cor. Pel que fa a Hector, apareix sota la forma d'un espectre en el primer quadre de l'acte II; compromet Énée a partir de Troia i a fundar Roma (Ah !… fuis, fils de Vénus).

## Argument

### Primera part: La presa de Troia

#### Acte I
Campament grec abandonat als afores de la muralla de Troia. Després de deu anys de 
setge, els troians celebren eufòrics la fi dels enfrontaments amb els grecs, que han desaparegut sobtadament sense deixar rastre. En el desolat reducte només ha quedat un cavall gegant de fusta que els troians acullen com a regal i que pretenen introduir en la ciutat com a ofrena a la deessa Pal·les Atena.
Mentre se succeïxen els festejos, Cassandra, filla de Príam (rei de Troia), apareix per la plana i deambula amb la mirada perduda, absorta en els seus pensaments. La turmentada jove desconfia del regal dels grecs i pressent una catàstrofe sobre Troia. El seu promés, Corebos, tracta inútilment de consolar-la i l'anima a unir-se a la celebració, però ella continua immersa en els seus mals presagis i, sense aconseguir convéncer a ningú de la ruïna que s'abat sobre el seu poble.
Irromp el seguici reial, del qual formen part Enees i altres herois troians. A continuació apareix Andròmaca, viuda d'Hèctor (fi ll del rei Príam i germà de Cassandra, difunt en combat contra els grecs), acompanyada del seu fi ll Astíanax. El poble es commou davant del pas ferm però trist de la viuda, que presenta el seu fi ll als reis perquè el beneïsquen.
Enees apareix en escena sobresaltat i conta com el sacerdot Laocoont ha sigut devorat per una 
serp marina després d'aconsellar als troians que cremaren el cavall. Este fet és interpretat com 
a senyal d'enuig de la deessa Pal·les Atena pel sacrilegi. A pesar de les inútils protestes de Cassandra, Príam ordena que s'introduïsca el cavall en la ciutat i se situe al costat del temple 
de la deessa. Procedent de l'interior del cavall, arriba un so que simula el xoc d'armes, però 
els troians, en el seu engany, l'interpreten com un bon auguri. Cassandra, que ha observat la 
processó exasperada, advertix que en el costat del cavall s'amaga una trampa infernal. Però tots 
desoïxen els seus funestos auguris. D'improvís s'extingix la marxa triomfal. Cassandra ja veu 
inevitable la destrucció de Troia.

#### Acte II
Els soldats grecs amagats al colossal cavall de fusta han començat a eixir per 
a invadir la ciutat. Amb la batalla de rerefons, l'espectre d'Hèctor visita Enees al seu 
palau i l'aconsella que abandone Troia i es dirigisca a Itàlia, on alçarà un nou imperi.
Arriba Corebos, que encapçala un grup de soldats, i insta Enees a defendre Troia fins a la mort. Mentrestant, a l'interior del palau 
del rei Príam diverses dones resen al costat de l'altar perquè els seus soldats reben ajuda divina. Cassandra profetitza que Enees i els 
supervivents fundaran una nova Troia a Itàlia. Les altres dones s'adonen ara de la veracitat dels seus presagis i lamenten no haver-la cregut abans. Corebos ha mort i Cassandra ha pres la decisió de llevar-se la vida, a la qual cosa també invita les seues companyes, per a evitar així ser profanades pels grecs. Els soldats grecs entren en l'estança i exigixen a les dones el tresor de Troia. Cassandra, desafi adora, s'apunyala davant dels soldats.
Políxena, la seua germana, agarra el mateix punyal i fa el mateix. Les restants dones tracten 
amb desdeny els grecs i se suïciden en massa, per a horror dels soldats. Cassandra emet un 
últim crit d'“Itàlia!” abans de caure morta.

### Segona part: Els troians a Cartago

#### Acte III
Un palau a Cartago. Els cartaginesos i la seua reina, Dido, celebren la prosperitat del 
seu imperi. Dido, no obstant això, està preocupada perquè tem Iarbes, el rei de Numídia, qui li ha proposat un matrimoni polític que ella rebutja. Ja en privat, Dido i la seua germana Anna parlen d'amor. Iopes, poeta de la cort, anuncia que una flota desconeguda (integrat per supervivents troians) ha atracat al port. Dido dona la benvinguda als forasters. Ascani, fill d'Enees, presenta el 
tresor salvat de Troia i narra la desventurada història de la seua civilització.
De sobte, Narbal, ministre de Dido, entra agitat i conta que Iarbes, al capdavant del seu exèrcit, 
ataca els voltants de Cartago i es disposa a invadir la ciutat. Però no hi ha armes sufi cients per a repel·lir l'atac. Enees, que fi ns llavors ha romàs disfressat de mariner entre els troians, revela la seua verdadera identitat i oferix tots els seus hòmens per a defendre Cartago. Dido accepta l'oferta. Cartaginesos i troians partixen a combatre contra els númides.

#### Acte IV
Jardins de Dido. Narbal conversa amb Anna poc després de la cacera en què h an 
participat cartaginesos i troians. Ambdós estan satisfets per la derrota dels númides, però Narbal confessa a Anna que està preocupat perquè Dido ha descuidat els assumptes d'estat, distreta pel seu amor cap a Enees. Ella resta importància a això i creu que Enees seria un excel·lent rei de Cartago. Narbal recorda a Anna que els déus han assenyalat Itàlia com a destí fi nal d'Enees i 
dels seus hòmens, però ella creu que la força de l'amor farà impossible la marxa de l'heroi troià.
Efectivament, Dido i Enees estan perdudament enamorats l'un de l'altre. Mentres té lloc l'escena d'amor entre ambdós, el déu Mercuri apareix fugaçment i, colpejant l'escut d'Enees, crida tres vegades “Itàlia!”, en clar senyal perquè l'heroi partisca.

#### Acte V
El port de Cartago. Enees està desesperat. L'avís dels déus i els ànims que li han donat els espectres de Príam, Corebos, Hèctor i Cassandra l'induïxen a anar-se'n a Itàlia. L'heroi es debat entre la crueltat d'abandonar Dido i l'obediència al mandat dels déus. Finalment, ordena als seus camarades que preparen tot per a deixar Cartago abans de l'alba. Dido, dolguda per l'intent d'Enees 
de partir en secret, rebutja les seues excuses i el maleïx. La multitud veu salpar als troians i Iopes n'informa Dido. Furiosa, esta ordena que els cartaginesos perseguisquen i destruïsquen la fl ota troiana.
Al jardí de Dido s'ha construït una pira de sacrifi ci amb les relíquies d'Enees. La infeliç reina de Cartago es lleva el vel i el llança sobre la toga i les pertinences del seu amat. A continuació s'apunyala amb l'espasa d'Enees davant de l'horror del seu poble. En el moment de la seua mort profetitza que un heroi, Anníbal, renaixerà de les seues cendres i venjarà el seu poble, i, en una imatge no visible per als cartaginesos, veu alçar-se l'imperi romà en tota la seua esplendor.

## Estructura

### La Prise de Troie

#### Acte I
Le camp abandonné des Grecs dans la plaine de Troie
- N° 1 : Chœur de la populace troyenne (« Après dix ans passés dans nos murailles »)
- N° 2 : Entrée de Cassandre : récitatif (« Les Grecs ont disparu ») 
 et air (« Malheureux roi ! dans l'éternelle nuit »)
- N° 3 : Duo de Cassandre et Chorèbe
- N° 4 : Marche et Hymne des Troyens (« Dieux protecteurs de la ville éternelle »)
- N° 5 : Combat de ceste - Pas de lutteurs (Ballet : danses et jeux populaires)
- N° 6 : Pantomime : « Andromaque et son fils »
- N° 6 bis : Scène de Sinon[5]
- N° 7 : Entrée d'Enée : récit (« Du peuple et des soldats »)
- N° 8 : Octuor et double chœur (« Châtiment effroyable »)
- N° 9 : Récitatif et chœur (« Que la déesse nous protège »)
- N° 10 : Air de Cassandre (« Non, je ne verrai pas la déplorable fête »)
- N° 11 : Final - Marche troyenne (« Du roi des dieux, ô fille aimée »)

#### Acte II

##### Premier tableau
Un appartement du palais d'Enée. Rumeurs de combats au loin
- N° 12 : Scène et récitatif (« Ô lumière de Troie »)
- N° 13 : Récitatif et chœur (« Quelle espérance encor est permise ? »)

##### Second tableau
Un intérieur du palais de Priam. L'autel de Cybèle est allumé
- N° 14 : Chœur des femmes troyennes : prière (« Puissante Cybèle »)
- N° 15 : Récitatif et chœur (« Tous ne périrons pas »)
- N° 16 : Final : air de Cassandre et double chœur (« Complices de sa gloire »)

### Les Troyens à Carthage

#### Acte III

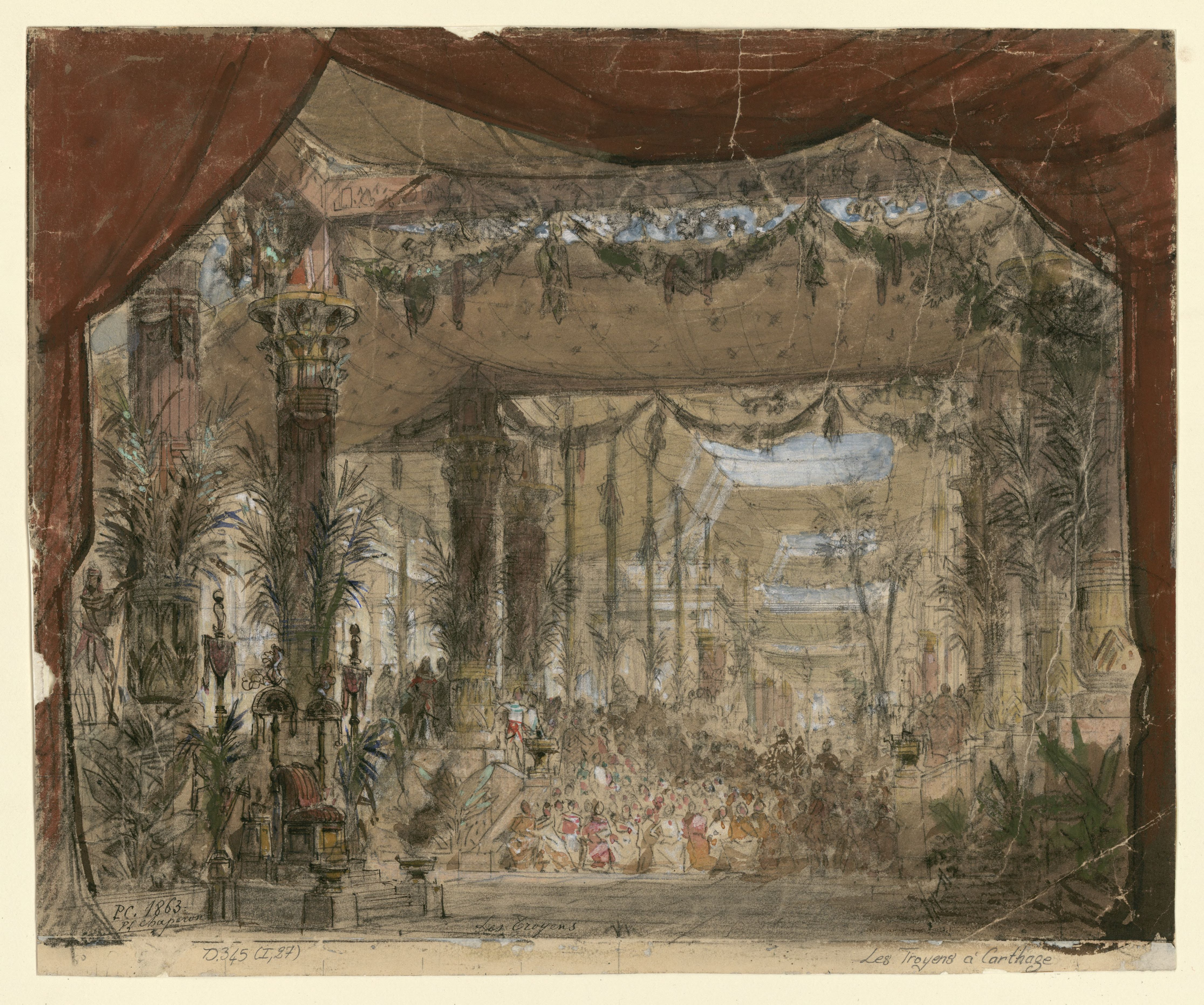
Maquette des décors de l'acte III (1863)

Une vaste salle de verdure du palais de Didon à Carthage
- N° 17 : Chœur (« De Carthage les cieux semblent bénir la fête »)
- N° 18 : Chant national (« Gloire à Didon »)
- N° 19 : Récitatif et air de Didon (« Nous avons vu finir, en sept ans à peine »)
- N° 20 : Ballet : entrée des constructeurs
- N° 21 : Ballet : entrée des matelots
- N° 22 : Ballet : Entrée des laboureurs
- N° 23 : Récitatif et chœur
- N° 24 : Duo de Didon et Anna (« Les chants joyeux, l'aspect de cette noble fête »)
- N° 25 : Récitatif et air de Didon (« Errante sur les mers »)
- N° 26 : Marche troyenne (dans le mode triste)
- N° 27 : Récitatif de Didon et Ascagne (« Auguste reine, un peuple errant et malheureux »)
- N° 28 : Final (« J'ose à peine annoncer la terrible nouvelle »)

#### Acte IV

##### Premier tableau
- N° 29 : Chasse royale et orage (pantomime avec chœur)

##### Second tableau

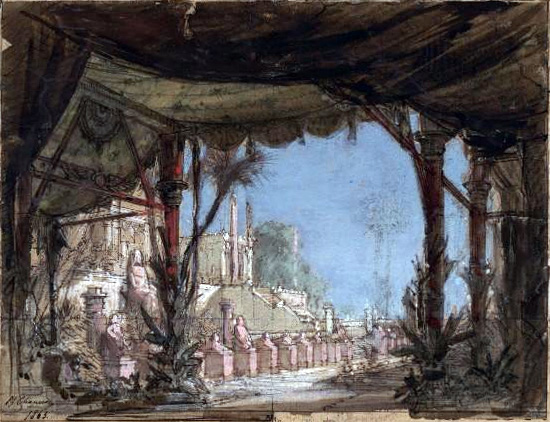
Maquette des décors de l'acte IV : Les jardins du palais de Didon (1863)

Les jardins de Didon sur le bord de la mer. Le soleil se couche
- N° 30 : Récitatif d'Anna et de Narbal -
- N° 31 : Air (« De quels revers menaces-tu Carthage »), cavatine (« Vaine terreur ! Carthage est triomphante ») et duo (superposition des deux précédents)
- N° 32 : Marche pour l'entrée de la reine
- N° 33 : Ballet (Pas des almées, Danse des esclaves, Pas d'esclaves nubiennes)
- N° 34 : Scène et chant d'Iopas (« Ô blonde Cérès »)
- N° 35 : Récitatif et quintette (« Tout conspire à vaincre mes remords »)
- N° 36 : Récitatif et septuor (« Tout n'es que paix et charme autour de nous »)
- N° 37 : Duo nocturne (« Nuit d'ivresse et d'extase infinie »)

#### Acte V

##### Premier tableau

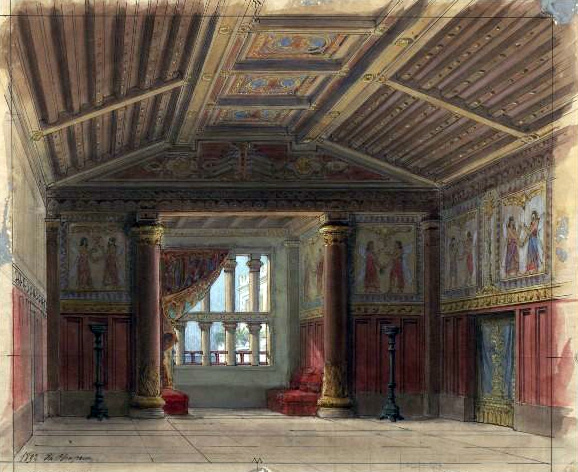
Maquette des décors de l'acte V : Les appartements de Didon (1863)

Le bord de la mer, couvert de tentes troyennes
- N° 38 : Chanson d'Hylas (« Vallon sonore »)
- N° 39 : Récitatif et chœur des chefs troyens (« Préparez-vous, il faut partir enfin »)
- N° 40 : Duo de soldats en sentinelle (« Par Bacchus ! ils sont fous avec leur Italie !... »)
- N° 41 : Récitatif mesuré et air d'Enée (« Inutiles regrets »)
- N° 42 : Scène (apparition des fantômes) (« Enée !...»)
- N° 43 : Scène et chœur (« Debout, Troyens ! éveillez-vous, alerte ! »)
- N° 44 : Duo et chœur (« Errante sur tes pas »)

##### Second tableau
Les appartements de Didon. Le jour se lève
- N° 45 : Scène (« Va, ma sœur, implorer »)
- N° 46 : Scène (« Les Troyens sont partis ! »)
- N° 47 : Monologue de Didon (« Ah ! Ah ! je vais mourir... »)
- N° 48 : Air (« Adieu, fière cité »)

##### Dernier tableau
Le bûcher, où sont placées les armes d'Énée
- N° 49 : Cérémonie funèbre (« Dieux de l'oubli, dieux du Ténare »)
- N° 50 : Scène (« Pluton... semble m'être propice »)
- N° 51 : Chœur (« Ah ! Au secours ! Au secours ! La reine s'est frappée »)
- N° 52 : Imprécation (« Du destin ennemi, l'implacable fureur ») et final (« Rome... Rome... immortelle ! »)
- N° 52 : Final primitif[6] - « Fuit Troja ! Stat Roma ! »